# ویکی‌پدیای سندی
ویکی‌پدیای سندی (سندی: سنڌی وکیپیڊیا) نسخه زبان سندی وبگاه ویکی‌پدیا است که در تاریخ ۶ فوریه ۲۰۰۶ ایجاد شده‌است.

## تعداد مقالات
| تا تاریخ | تعداد مقالات | توضیحات |
| -------- | ------------ | ------- |
| ۲۰۱۵     | ۱۰۰۰         |         |
| 2018     | ۱۰٬۰۰۰       |         |